# Famille Berlier de Vauplane (Provence)
Pour les articles homonymes, voir Berlier (homonymie) et Vauplane.
La famille Berlier de Vauplane est une famille subsistante d'ancienne bourgeoisie française, originaire de Barcelonnette, en Provence. Famille de juristes connue depuis la fin du XVe siècle, elle a formé plusieurs branches dont seule subsiste la branche de Vauplane. Elle compte parmi ses membres des avocats, des hommes politiques dont des maires de Draguignan, de Tourtour et d'Eyguières, des officiers et des magistrats. Elle se caractérise par sa présence dans la judicature de façon ininterrompue depuis le début du XVIe siècle.
Elle est membre de l’association Société des Cincinnati de France par représentation collatérale de François-Augustin de Berlier-Tourtour et membre de l'association des Vieux noms français subsistants (VNFS).

## Onomastique
Le patronyme Berlier s'est aussi écrit jusqu'à la fin du XVIe siècle Berlieri ou Berliery. Plusieurs individus de cette famille sont dénommés comme tels dans les registres paroissiaux de Tourtour ou dans les minutes notariales de Tourtour.
Bien que les armes des Berlier représentent un bélier, il faut chercher ailleurs le sens du mot. L’animal « bélier » en provençal est désigné par le mot aret, étymologiquement éloigné de Berlier, plus proche de l’italien ariete (bélier) et du latin aries (bélier) que du français.
Le Trésor du Felibrige rapproche ce nom de « berlo », éclat de bois, mais aussi de la berle (nom identique en provençal), qui, selon Dauzat et Rostaing, a donné de nombreux noms de lieux. Dans le Recueil des mots de la basse latinité de Maigne d’Arny, « Berla » peut indiquer en langage agricole, dans certaines provinces gauloises, « un grand troupeau de moutons » et « berliera », la bélière, à savoir un anneau de cuir auquel est suspendue la cloche, la clarine du bétail.
Le rattachement à la terre la berlière en Provence est aussi explication de l'origine du nom. Toutefois, le rattachement de cette famille avec les Villeneuve et la branche Villeneuve La Berlière est à écarter, malgré le lien avec les troubles pendant les guerres de religion,.
Le choix du bélier comme signe représentatif du patronyme peut s’expliquer tout autant par le nom d’un lieu (bergerie) ou d’une terre (berlière) ou d’une activité (berger) que par les symboles que représente l’animal. Ce qui explique pourquoi certaines villes ont comme armoiries un bélier (comme Quimper en Bretagne), et que d’autres familles que les Berlier retiennent le bélier comme signe distinctif. On peut ainsi citer les familles Blégiers (Comtat-Venaissin), La Boissonade (Rouergue), ou encore les Roblelin d’Ogny (Bourgogne).

## Histoire
La famille Berlier est une famille provençale connue à partir de la fin du XVe siècle, originaire de Barcelonnette (Alpes-de-Haute-Provence). Balthazard Berlier (1489-1560), le premier ancêtre connu, était juge-mage. Au siècle suivant un membre de cette famille s'établit à Tourtour, puis à Draguignan (Var) au XVIe siècle, où plusieurs de ses descendants furent consuls ou maires de ces deux localités. 
Au XVIIe siècle César Berlier (1659-1734), conseiller du roi, fait inscrire son blason à l'Armorial général de France de 1696.
Le nom de la seigneurie de Vauplane est venu à la suite du mariage de Marc-Antoine Berlier avec Marguerite d'Arnoux de Vauplane et d'une convention passée en 1773 entre celui-ci et sa belle-mère Anne-Thérèse Circlot, veuve de Guillaume d'Arnoux. Un décret du 10 juillet 1873 ratifie l'usage établi depuis la fin de l'Ancien Régime par la famille Berlier de joindre à son nom celui de Vauplane. Les Berlier de Vauplane s'installent à Marseille au début du XIXe siècle, puis à Paris au milieu du XXe siècle. 
Des Berlier de Vauplane est issue la branche Berlier-Tourtour qui prend au début du XVIIIe siècle le nom de la seigneurie qu'elle possédait à Tourtour, et le rameau cadet de celle-ci ajoute le nom de la terre de La Rémolle à la fin du XVIIIe siècle. 

## Filiation
- Balthazard Berlier (1489-1560), dont :
  - Honoré Berlier (1522-1592), avocat à Draguignan, aide le comte de Suze, gouverneur de Provence, en levant une troupe de quatre cents hommes à ses frais, lors des troubles de 1578-1579 qui accompagnèrent en Provence la formation de la Ligue[19],[15]. Selon les auteurs du nobiliaire du département des Bouches-du-Rhône[19], à la suite de cet évènement, celui-ci aurait reçu des lettres d’anoblissement en 1569, confirmées en 1694, sans toutefois que des traces n'en soient gardées[13].
    - Honoré Berlier (1552-1609)
      - César Berlier (1590-1670), conseiller-auditeur des comptes[13] à Draguignan, seigneur de Tourtour, auteur des branches de Berlier-Tourtour et de la branche de Toulon ci-dessous
        - Joseph Berlier (1620-1699), avocat à Draguignan, receveur des vigueries et des tailles.
          - César Berlier (1653-1734), maire de Draguignan, avocat, conseiller du roi à la sénéchaussée de Draguignan[13],[20], maître de la compagnie du Saint-Sacrement.
            - François Berlier (1686 - 1718), lieutenant au régiment de Vieille-Marine.
            - Joseph Berlier (1672-1749), avocat à Draguignan.
              - Marc-Antoine Berlier (1709-1793), capitaine dans les milices de Provence, participe à la Guerre de Succession d'Autriche, maire de Draguignan (1756), chevalier de Saint-Louis [13].
              - Jean Berlier (1710 - 1793), capucin à Draguignan.
              - César Berlier (1711 - 1793), capucin à Draguignan.
                - François Berlier de Vauplane (1771-1860), propriétaire à Draguignan
                  - Hippolyte Henri Berlier de Vauplane (1799 - 1895), propriétaire à Mascara, Algérie
                    - Louis-Edmond Berlier de Vauplane (1858 - )
                      - Marcel Berlier de Vauplane (1891 - 1949)

                  - Eugène Polieucte Berlier de Vauplane (1811 - 1831), élève officier à Saint-Cyr.
                  - Adolphe Berlier de Vauplane (1807-1875), avocat, rentier.
                    - Polyeucte Berlier de Vauplane (1846-1920), avocat, chef de cabinet du Garde des Sceaux et ministre de la justice, substitut du procureur général à Lyon, défenseur du comte de Sabran de Pontevès devant la Haute Cour de Justice, commandeur de l’ordre de Saint Grégoire, président de la conférence Olivaint.
                      - François Berlier de Vauplane (1883-1939), jésuite, directeur du lycée privé Saint-Louis de Gonzague à Paris, recteur du lycée privé Sainte-Geneviève à Versailles de 1937 à 1939, officier de la Légion d'honneur.

                    - Henri Berlier de Vauplane (1853-1937), avocat au barreau de Marseille, professeur de droit à la Faculté de droit libre de Marseille, critique musical sous le pseudonyme Eklektik dans Le soleil du Midi, quotidien marseillais, spécialiste de Richard Wagner, chevalier de l'orden del Libertator (Vénézuela) et chevalier de l'ordre du Médjidié (Empire Ottoman).
                      - Jacques Berlier de Vauplane, (1885 - 1914), lieutenant au 7ème régiment de cuirassiers, mort pour la France, officier de la Légion d'honneur, croix de guerre 1914-1918 avec palme.
                      - Hervé Berlier de Vauplane (1893 - 1923), jésuite, mort pour la France, croix de guerre 1914-1918 avec palme.
                      - Robert Berlier de Vauplane (1896 - 1917), engagé volontaire, maréchal des logis au 19ème régiment d'artillerie, croix de guerre 1914-1918, mort pour la France.
                      - Marcel Berlier de Vauplane (1890-1941), agent de change à la bourse de Marseille, adjoint au syndic de la compagnie des agents de change, croix de guerre 1914-1918.
                        - Jacques Berlier de Vauplane (1917 - 1944).
                        - Henri Berlier de Vauplane (1920-2003), juriste d'entreprise
                          - Hugues Berlier de Vauplane, sciences po Paris, administrateur et gérant de sociétés.
                          - Hubert Berlier de Vauplane, docteur en droit, avocat[21],[22].

          - Blaise Berlier (1667 - 1739), avocat à Draguignan
            - Joseph-César Berlier (1703 - 1783), avocat à Draguignan
              - Blaise Berlier (1730-1793), avocat puis juge de paix à Draguignan, maire de Draguignan, guillotiné le 11 décembre 1793[23] pour conspiration fédéraliste[24].
              - Joseph-César (1758 - 1824), avocat à Aix-en-Provence

            - Marc Grégoire Berlier ( - ), procureur du roi à la sénéchaussée de Brignoles[25].

      - Blaise Berlier (1631-1697), auteur de la branche de Tourtour, qui suit.

  - Jean Berlier ( - ), notaire royal à Tourtour en 1531
    - Gaspard Berlier ( - ), notaire royal à Tourtour[26], 1er consul de Tourtour (1586 - 1587 et 1602 - 1603).

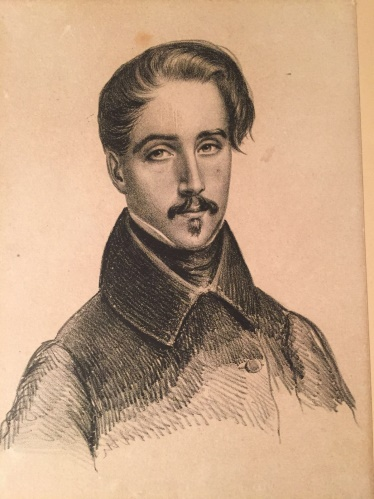
François Esprit Emmanuel Berlier de Vauplane (1771-1860)
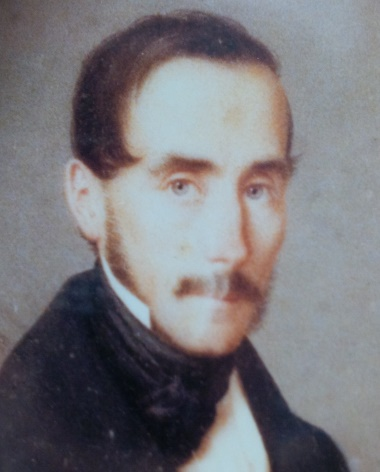
Adolphe Berlier de Vauplane (1807-1875)
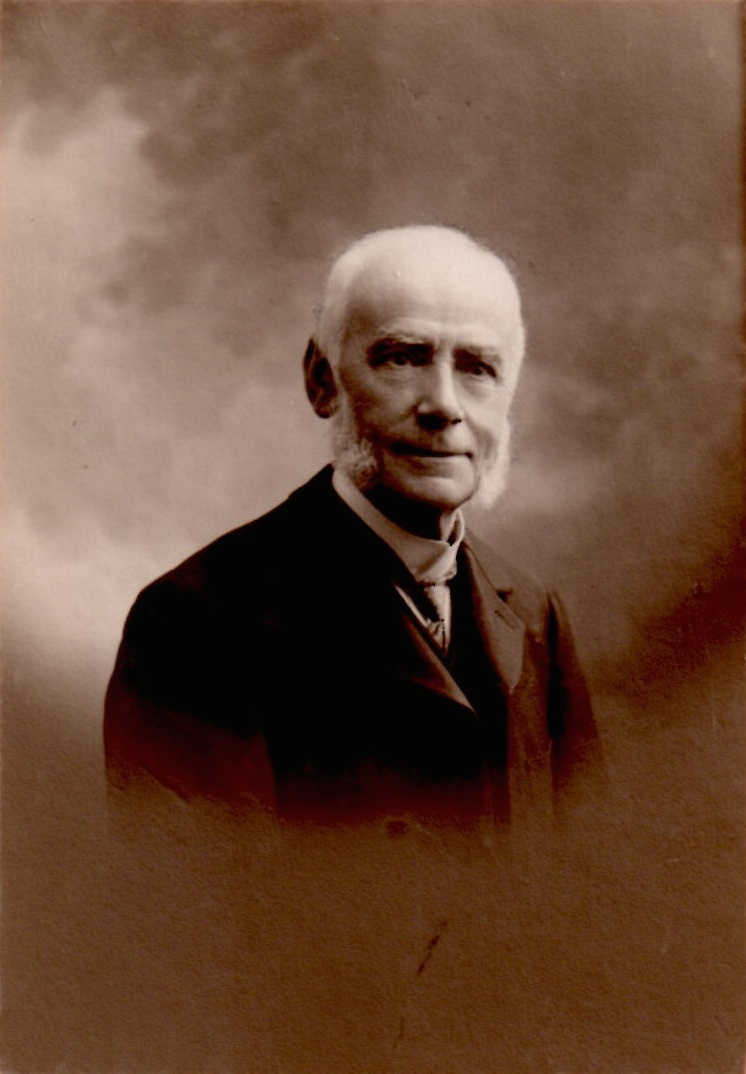
Polyeucte Berlier de Vauplane (1846-1920)
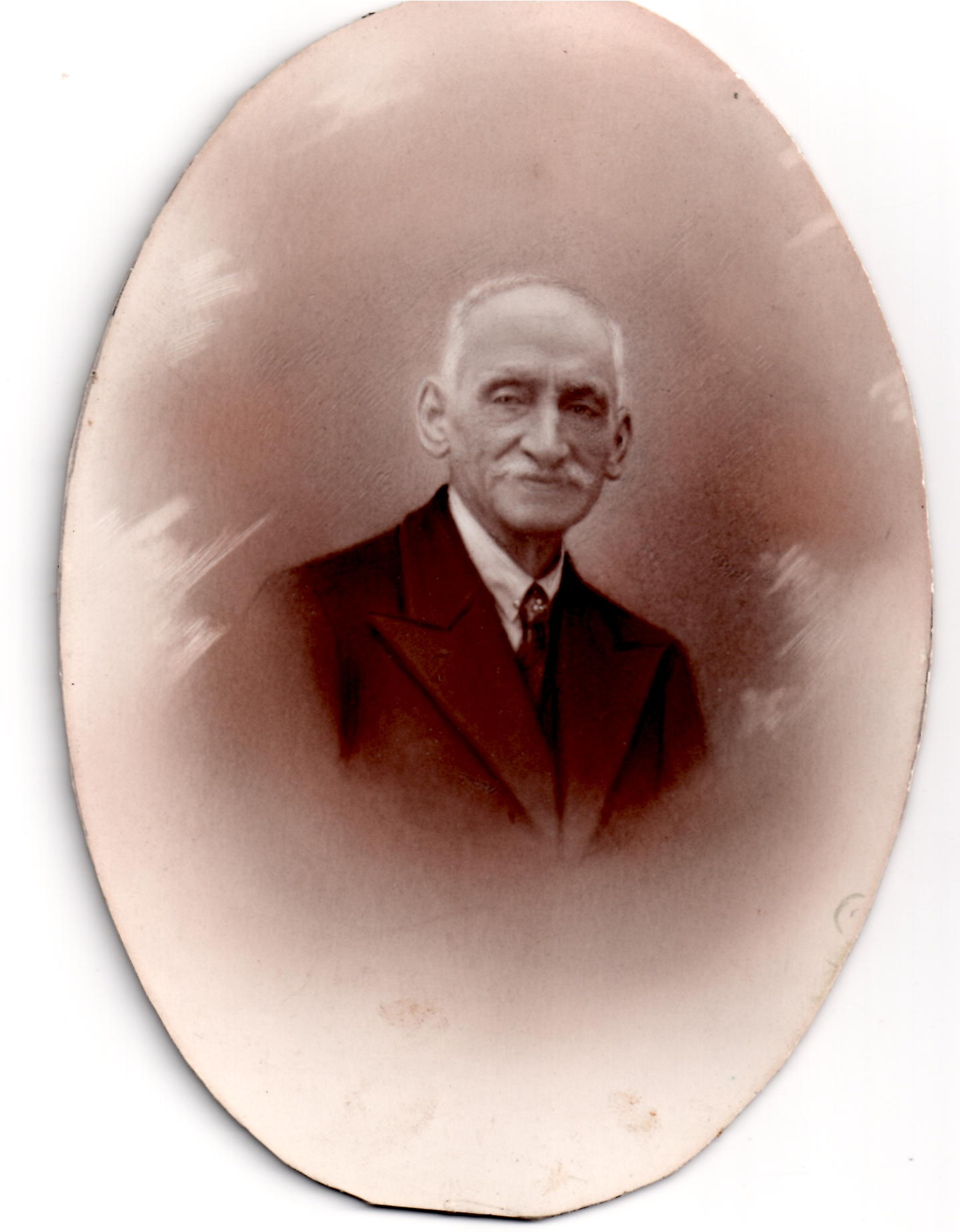
Henri Berlier de Vauplane (1853-1937)
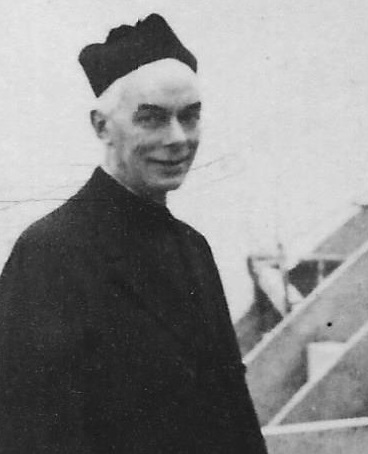
Père François Berlier de Vauplane, S.J (1883-1939)

### Branche Berlier-Tourtour
Contrairement à ce qu'affirmait Gustave Chaix d'Est-Ange, la branche Berlier-Tourtour est une branche cadette de la famille Berlier. 
- César Berlier (1590 - 1670), conseiller auditeur à la cour des comptes de Draguignan, co-seigneur de Tourtour
  - Blaise Berlier (1631 – 1697), receveur des tailles à Draguignan, seigneur de Tourtour.
    - César Berlier (1665 - 1723), prince d'amour à Aix, conseiller du roi à la sénéchaussée de Draguignan [27], seigneur de Tourtour[28].
      - Étienne-Augustin de Berlier-Tourtour (1705 – 1783), fils du précédent, conseiller du roi à la sénéchaussée de Draguignan[27], seigneur de Tourtour[28].
        - Étienne de Berlier-Tourtour (1743-1827), fils du précédent, lieutenant-colonel d'artillerie sous Louis XVI, seigneur de Tourtour, maire de Draguignan (1793 et 1813-1814), président du conseil général du Var (1800-1806)[29], impliqué au sein du parti "ultra" lors de la Restauration[30], notamment avec Jean Antoine de Paul de Châteaudouble (1774-1846), chevalier de Saint-Louis.
          - Adolphe de Berlier-Tourtour (1797 - 1863), fils du précédent, avocat, puis magistrat au tribunal de Draguignan
            - Félix de Berlier-Tourtour (1829 - 1869), fils du précédent, capitaine d’état-major, aide de camp du général Abadie, médaille de Crimée et chevalier de la Légion d’honneur[31].

        - Melchior de Berlier-Tourtour (1745 - 1820), docteur en Sorbonne, chanoine de Paris.
        - François-Augustin de Berlier-Tourtour de La Rémolle (1748-1832), frère du précédent, participe à la guerre d'indépendance des États-Unis comme capitaine dans le régiment d'Auxonne sous les ordres du comte d'Estaing[32], organisateur de l’Arsenal de Lyon, s'est retiré de la vie militaire comme colonel, et finalement rejoint Bonaparte comme commandant de l'artillerie à Antibes lors du siège de Toulon (1793)[33],[29], chevalier de Saint-Louis. Maire d'Eygières (1817 - 1830)[34].
          - Alphonse de Berlier-Tourtour, (1802 - 1860) avocat à Aix
            - Félicien de Berlier-Tourtour (1837 - 1899)
            - Adrien de Berlier-Tourtour (1844 - 1894)

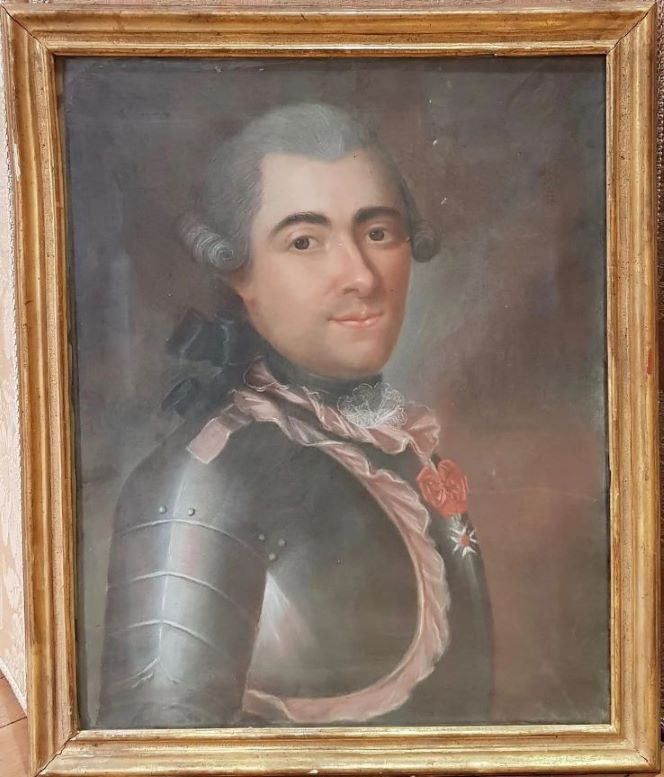
Colonel de Berlier-Tourtour (1743-1827), maire de Draguignan, président du conseil général du Var
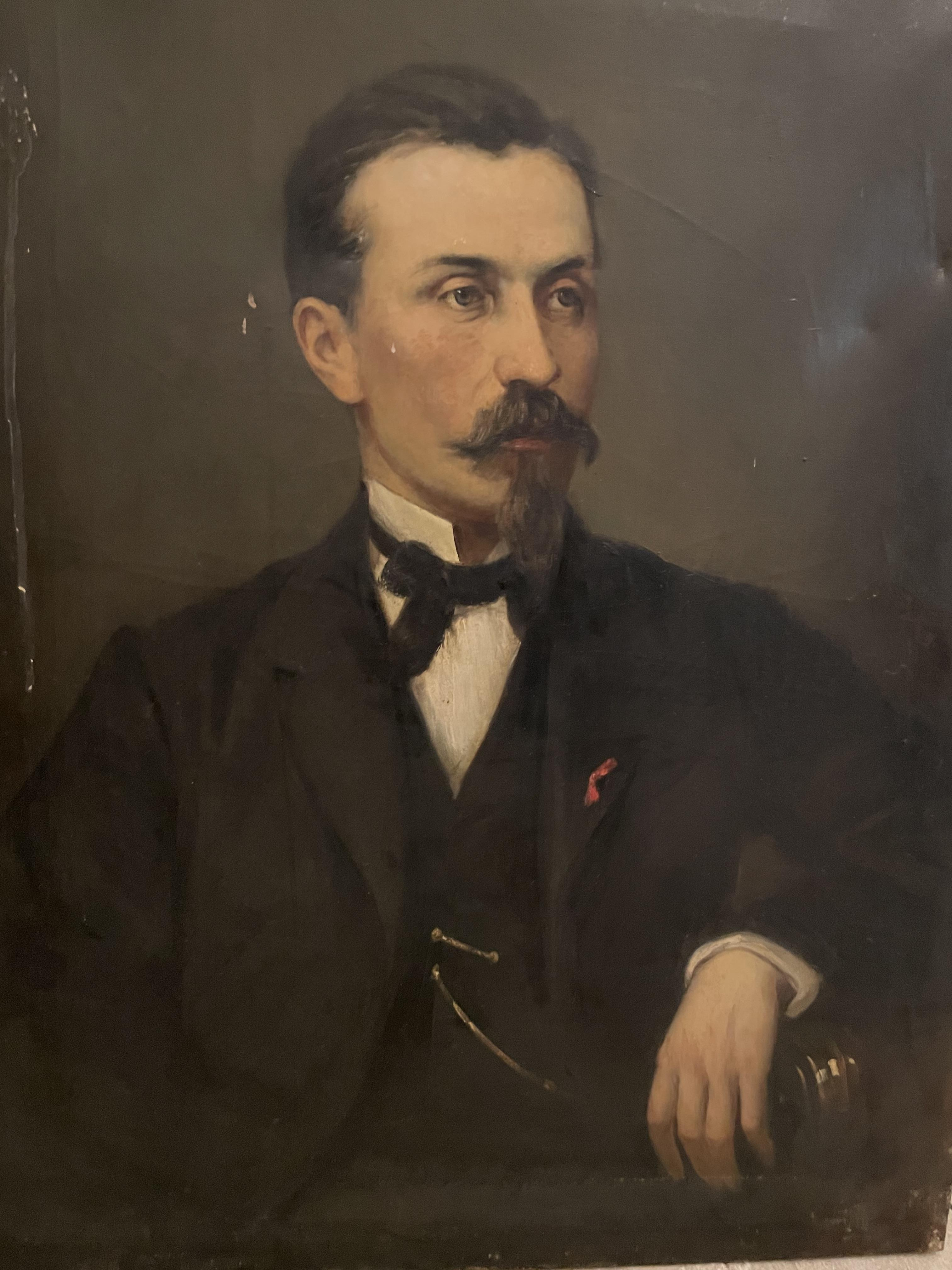
Félix de Berlier-Tourtour (1829 - 1869), capitaine d'État major

## Autres branches
La souche de la famille Berlier a formé par ailleurs une branche mentionnée à Toulon qui fut l'aînée de cette famille provençale. Et une branche à Dijon mais dont le rattachement reste à confirmer.[réf. nécessaire]

### Branche Berlier (Toulon)
À la fin du XVIe siècle la branche aînée de la famille Berlier s'installe à Toulon et donne de nombreux chirurgiens de la marine ainsi que des officiers du génie qui ont participé à l'épopée napoléonienne dont notamment François Toussaint Berlier (1767-1849) et Jean-Charles Berlier (1788-1837).
- César Berlier (1590 - 1670), co-seigneur de Tourtour.
  - Joseph Berlier (1620-1699) : auteur de la branche Vauplane qui précède.
  - Balthazar Berlier (1617 - 1701), premier consul de Draguignan.
    - Antoine Berlier (1675 - 1746)
      - Grégoire Berlier (1697 - 1742)
        - Augustin Berlier ( - )
          - François Toussaint Berlier (1767 - 1849), lieutenant-colonel du génie, a participé à la plupart des campagnes napoléoniennes avec l’armée d’Italie, l’armée du Rhin, la Grande armée, l’armée d’Espagne, officier de la légion d’honneur[36],[37].
            - Jean-Charles Berlier (1788 - 1837), chef d’escadron au corps royal d’état-major ; a participé à de nombreuses campagne napoléoniennes dans l’armée d’Italie, dans l’armée d’Espagne, dans la Grande armée[36], officier de la légion d'honneur[38].

### Branche Berlier (Dijon)
Une autre branche est mentionnée comme faisant partie de la famille Berlier originaire de Provence mais le point de jonction avec les autres est à confirmer. Xavier de Montclos pour sa part indique que les Berlier de Dijon sont une branche de cette famille mais il ne donne toutefois pas une indication sur un ancêtre commun,,.
Cette branche fut illustrée par Théophile Berlier (1761-1844), député de la Côte d'Or à la Convention nationale, vote la mort du roi, président de la Convention nationale, membre du Comité de salut public, député et président du Conseil des Cinq-Cents, président du Conseil des Prises, conseiller d'État, comte d'Empire, l'un des principaux rédacteurs du  code civil, du code pénal, et du code d'instruction criminelle.
Également par Pierre-André-Hercule Berlier (1769-1821), général de brigade (infanterie) sous la Révolution et l’Empire, baron d’Empire, officier de la Légion d'honneur, chevalier de Saint-Louis.
Cette branche aujourd'hui éteinte avec Raymond Berlier (1958) serait aussi liée aux Berlier établis dans le Forez, comme en attesterait un litige successoral.
- Claude Berlier (-)
  - Mathieu Berlier (- 1700)
    - Guillaume Berlier (1699 - 1765)
      - Antoine Berlier (1731 - 1777)
        - Théophile Berlier (1761-1844), Député de la Côte d’Or sous la Convention, il vote la mort du roi, président de la Convention nationale du 3 septembre au 24 septembre 1795, membre du Comité de salut public du 13 juin 1793 au 10 juillet 1793, député au Conseil des Cinq-Cents du 17 octobre 1795 au 26 décembre 1799, président du Conseil des Cinq-Cents du 21 décembre 1798 au 19 janvier 1799, comte d'Empire, rédacteur du code civil, notamment sur les aspects du droit de la famille[42].

      - Théophile (1733 - 1794) : conseiller du roi, puis garde marteau Chatillon-sur-Seine, guillotiné à Dijon le 20 mai 1794.
      - Antoine (cadet) (1754 - 1826), avocat, puis notaire à Dijon.

    - Louis-Guillaume Berlier (1740 - )
      - Pierre-André-Hercule Berlier (1769-1821), général de brigade (infanterie) sous la Révolution et l’Empire, baron d’Empire, officier de la Légion d'honneur, chevalier de Saint-Louis.
        - Hercule Berlier (1818 - 1875), colonel de zouaves.

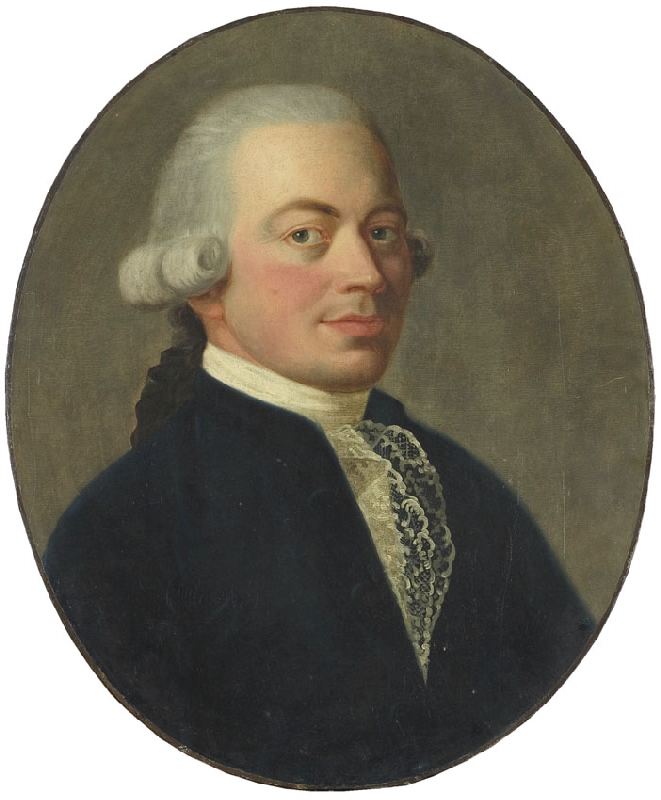
Théophile Berlier (1761-1844) - président de la Convention Nationale et du Conseil des Cinq-Cents, conseiller d'État
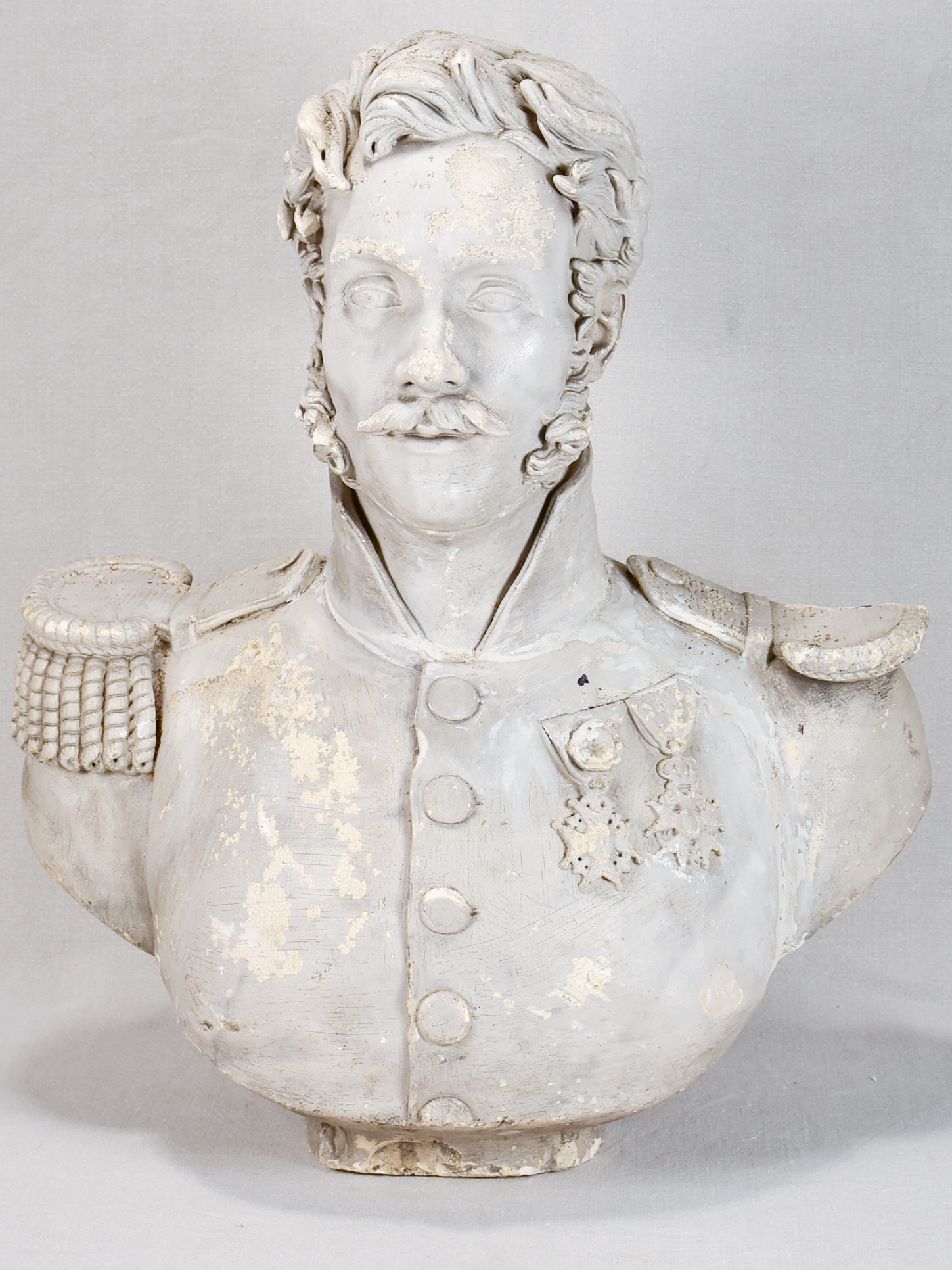
Buste du général Hercule Berlier (1769 - 1821), baron d'Empire, officier de la Légion d'honneur et chevalier de Saint-Louis

#### Armes et titres
Armes de Théophile Berlier, comte d'Empire 
| Figure | Blasonnement |
|        | Parti : au 1, de sable, au bélier d'argent ; au 2, d'argent, à un mât de pourpre ; franc-quartier de comte conseiller d'État. |

Armes de Pierre-André-Hercule Berlier, baron d’Empire 
| Figure                                 | Blasonnement |
| Blason de Pierre-André-Hercule Berlier | Écartelé : aux I et IV, d'argent à trois lionceaux de sable ; au II, de gueules à une épée d'argent qui est des barons militaires ; au III, de gueules à une lance d'argent. |

## Châteaux et demeures
- Château Berlier-Tourtour, hameau de Rebouillon à Chateaudouble (Var)
- Château de Genas à Cléon d'Andran (Drôme)
- Château de Launay à Tuffé (Sarthe)
- Mas Berlier à Eyguieres (Bouches-du-Rhône)
- Hôtel Berlier-Tourtour à Draguignan (Var)
- Hôtel Berlier à Draguignan (Var)
- Mas Morière à Soliès-Toucas (Var)

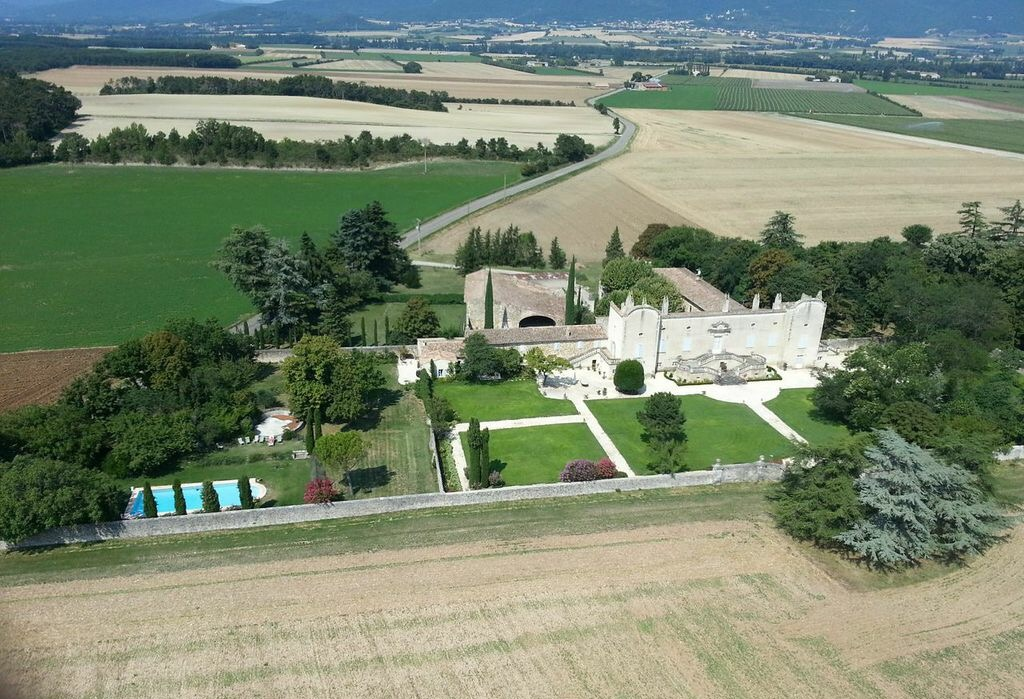
Château de Genas vue aérienne
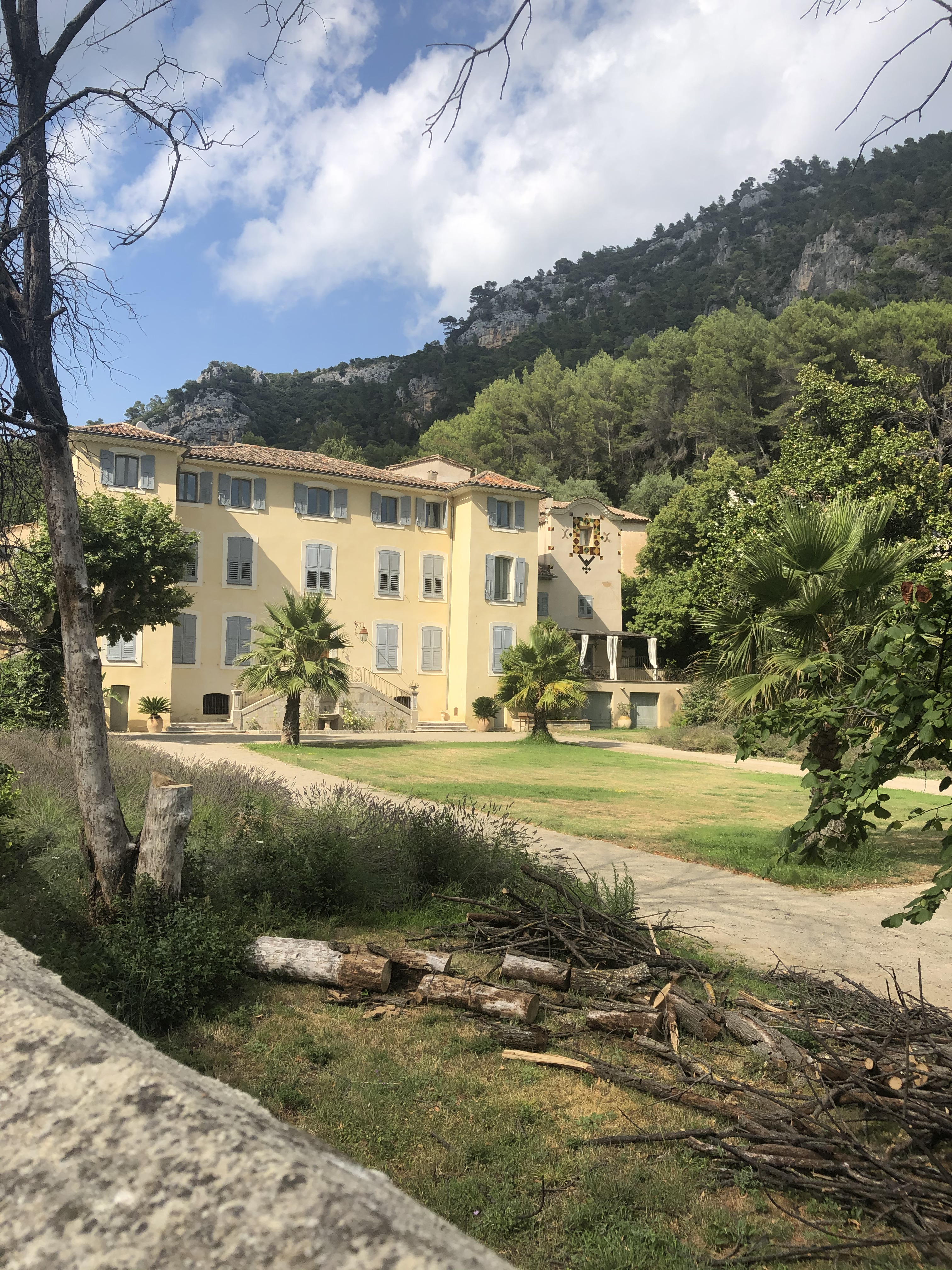
Château Berlier, hameau de Rebouillon
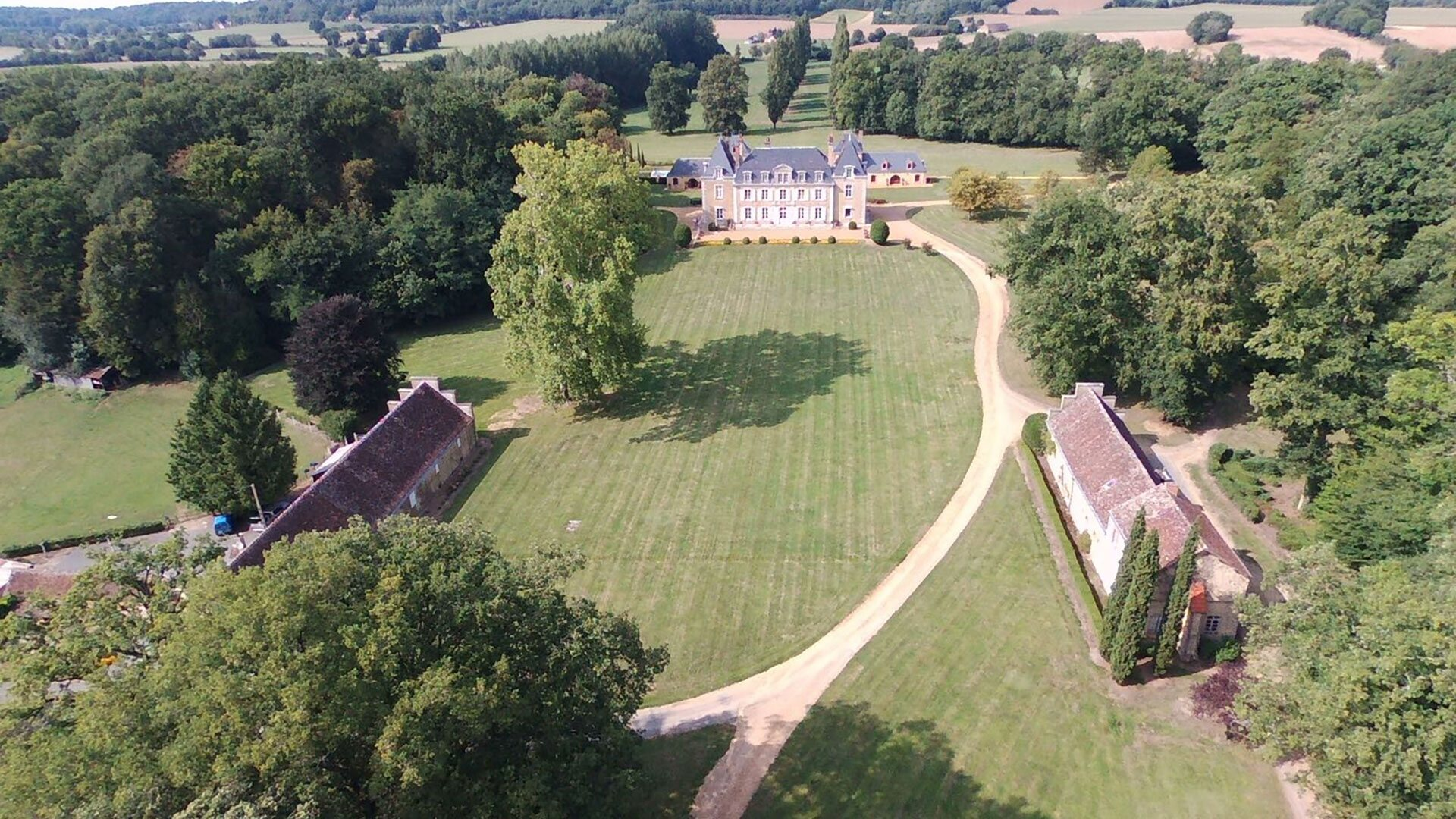
château de Launay à Tuffé
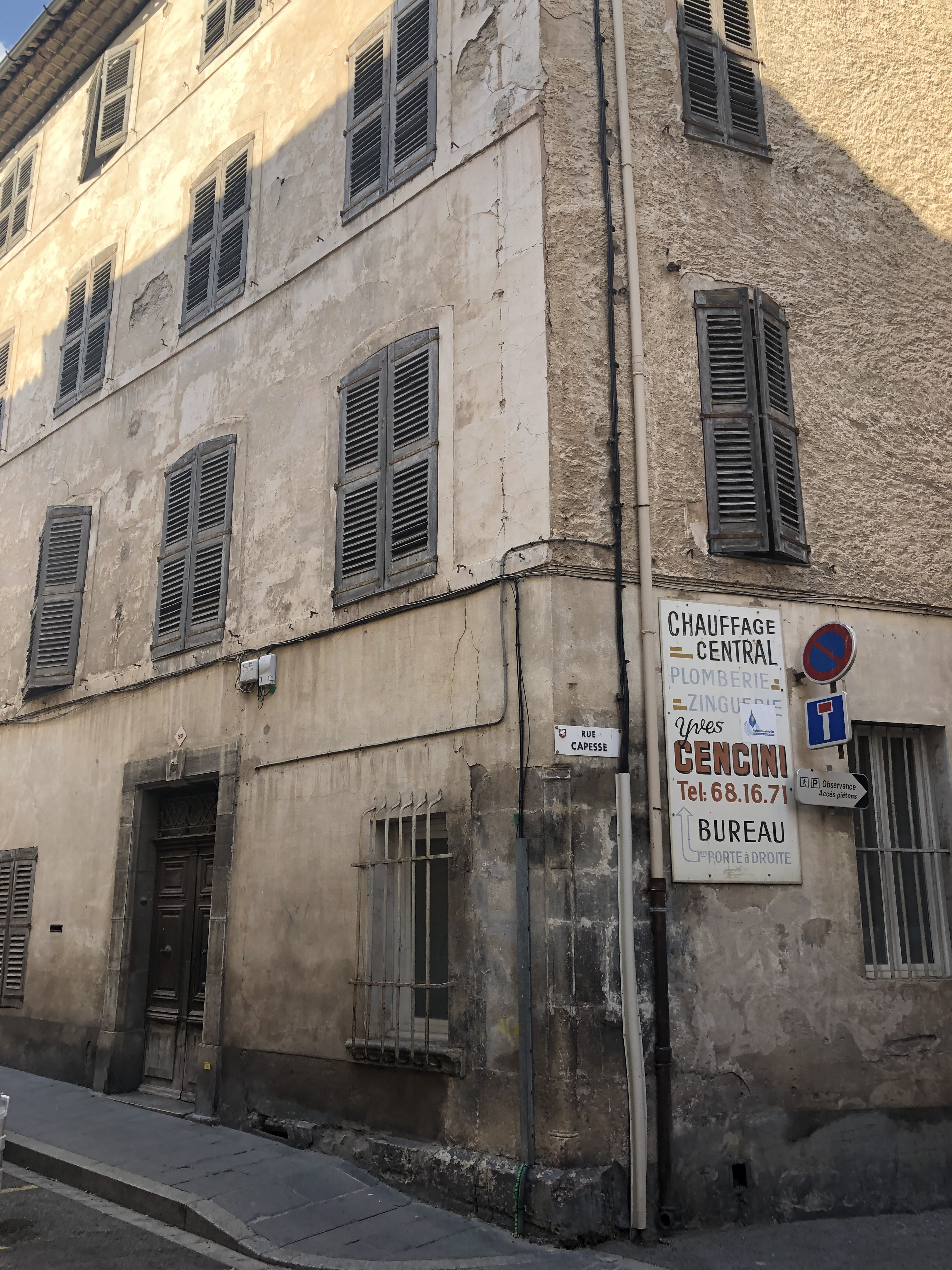
Hôtel Berlier-Tourtour
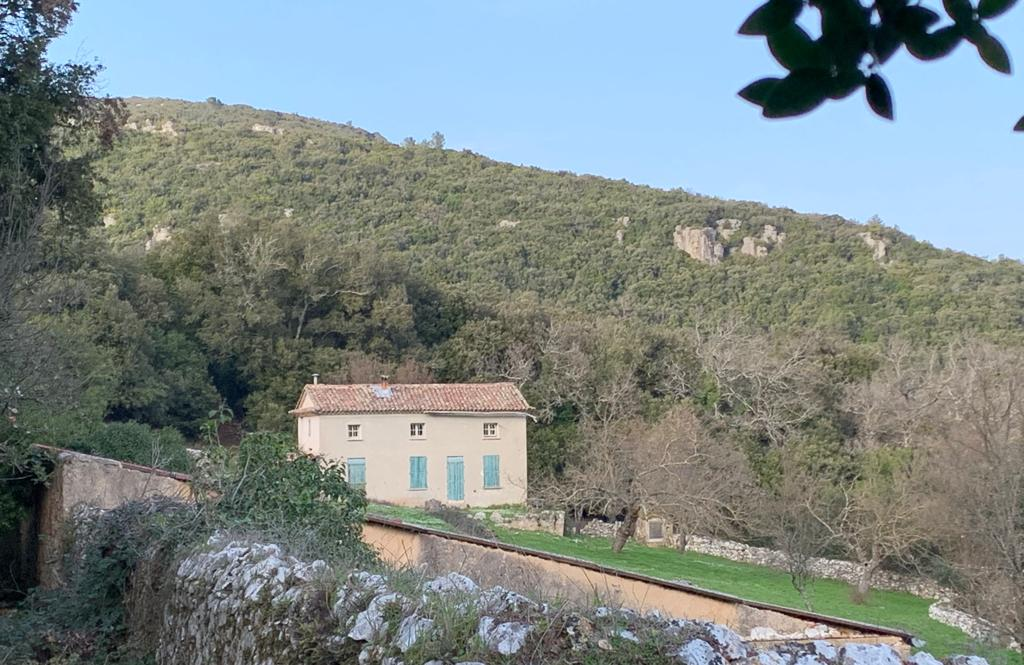
Mas Les Morières à Solliès-Toucas

## Personnalités liées
- Gaspard de Tressemanes de Brunet, fils de Madeleine Berlier;
- Bruno-Louis de Lenfant, fils de Anne Berlier;
- André Rostand, beau père de Henri Berlier de Vauplane ;
- Général Henry Marabail, grand père de Henri Berlier de Vauplane;
- Jules Pighetti de Rivasso, beau père de Henri Berlier de Vauplane ;
- Sirus Pirondi, grand père de Henri Berlier de Vauplane;
- Jean-Antoine de Paul de Chateaudouble, beau-père de Adolphe de Berlier-Tourtour ;
- Charles de Ribbe, gendre de Adolphe de Berlier-Tourtour;
- Didier Pérouse de Montclos, fils de Jeanne Berlier de Vauplane;
- Xavier Pérouse de Montclos, fils de Jeanne Berlier de Vauplane.

## Alliances
La famille Berlier s'est notamment alliée aux familles Clemens (1551), Boyer (1588), d'Audiffret (1659), Brunel de Vilepeys (1679), Brun de Boadès (en) (1684), Bœuf de Villepey (1686), de Raimondis (1688), Tressemanes de Brunet (1705), Muraire (1707), de Lenfant (1707), Renom de La Baume (1742), d'Arnoux (1759), de Leuze du Cheyla (1794), de Chieusse de Combaud (1796), de Paul de Châteaudouble (1828), de Gabrielli de Gubbio (1853), de Ribbe (1855), d'Estienne (1865), Vialète d'Aignan de Mortarieu (1872), Pighetti de Rivasso (1884), de Régis de Gâtimel (1888), Jaubert d'Aubry de Puymorin (1899), de Courrèges (1907), Pérouse de Montclos (1909), Bouvet de La Maisonneuve (1946), Rostand (1952), Richebé (1978), Abbo (1982), Odart de Rilly d'Oysonville (1984), Rioufol (1984), Robert de Lézardière (2012), Barbier de Préville (2014), Lemaistre (2017), Thierry d'Argenlieu (2018), Gaubert (2018), de Hercé (2023), Mine (2025).

## Postérité
- Station de ski Vauplane (Alpes de Haute Provence), terre féodale détenue par la famille Berlier[44].
- La rue Général-Berlier, à Crest (Drôme), du nom du général Hercule Berlier.
- La rue Berlier, à Dijon (Cote d'Or), du nom de Théophile Berlier.
- La rue Berlier, à Eyguières (Bouches-du-Rhone), du nom de François-Augustin de Berlier-Tourtour de la Rémolle, ancien maire.
- Bâtiment Vauplane au Lycée Saint-Louis de Gonzague à Paris, du nom du  Père François Berlier de Vauplane[45],[46].

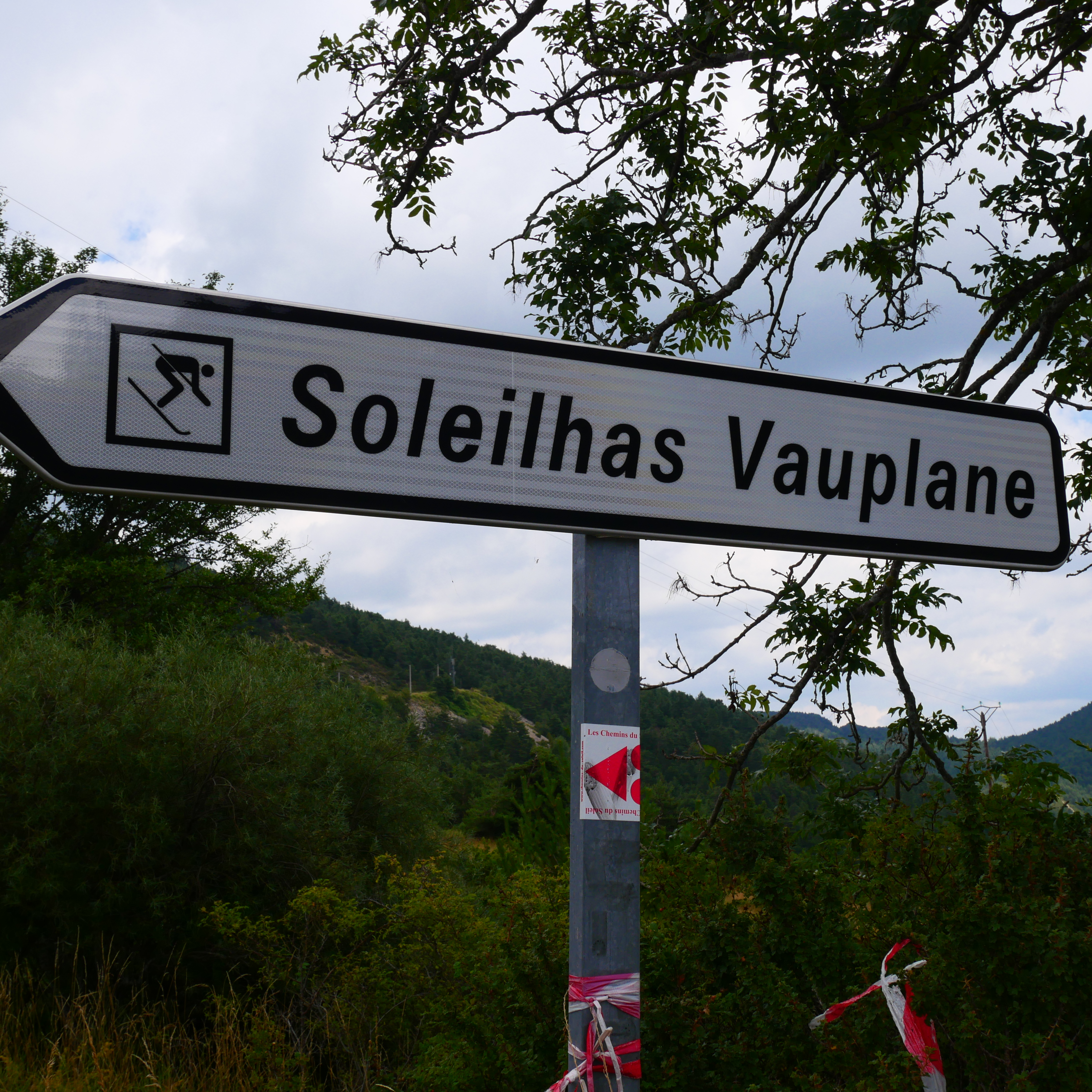
Station de ski Vauplane
Crest, rue Berlier
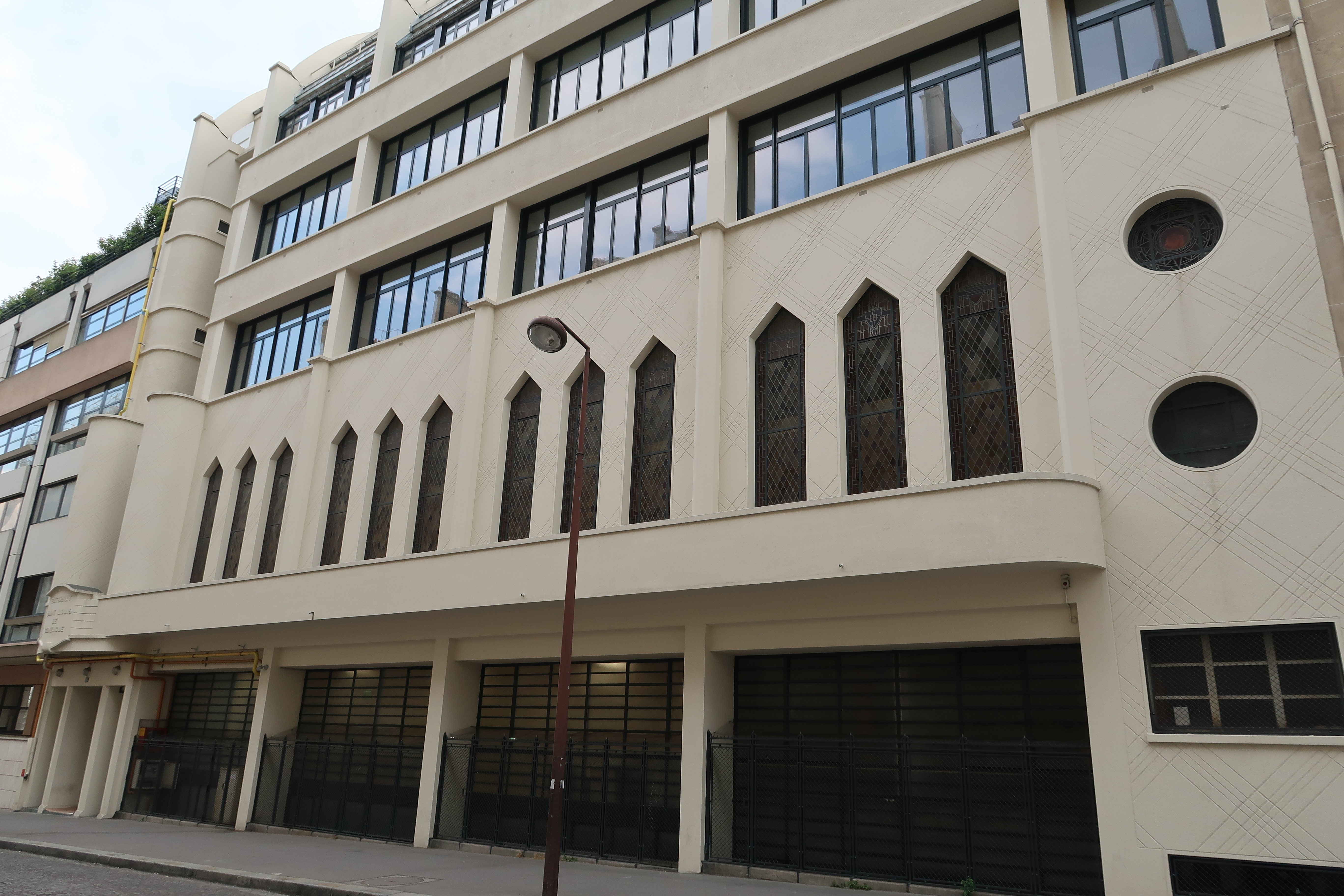
Paris, Lycée Franklin - Bâtiment Vauplane
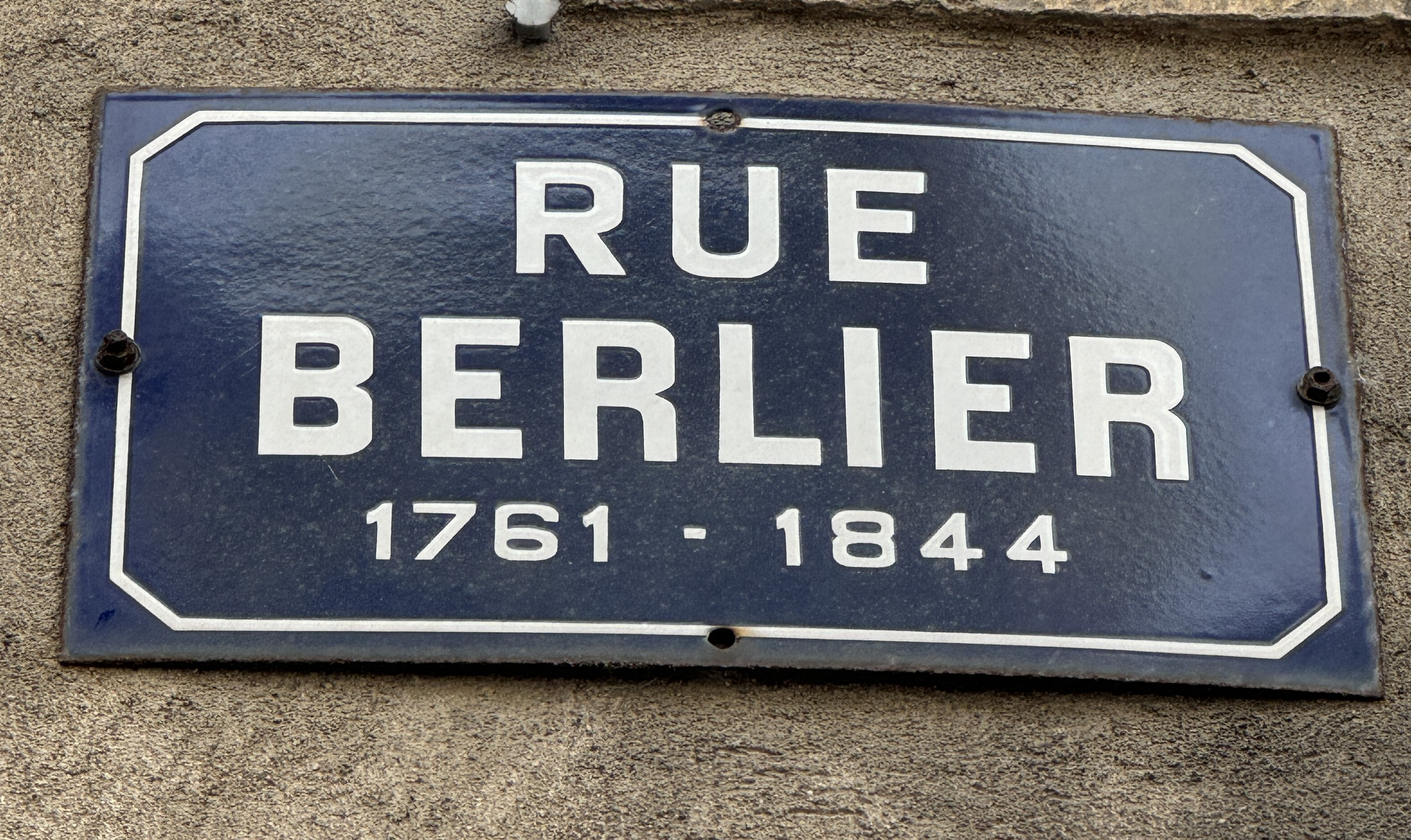
Rue Théophile Berlier à Dijon